# F5 Networks
F5 Networks, Inc. è una società transnazionale specializzata in servizi applicativi e networking di consegna delle applicazioni (ADN). Le tecnologie F5 si concentrano sulla consegna, sicurezza, prestazioni e disponibilità delle applicazioni Web, inclusa la disponibilità di risorse di elaborazione, archiviazione e rete. F5 ha sede a Seattle, Washington, con uffici di sviluppo, produzione e amministrazione aggiuntivi in tutto il mondo.
L'offerta di F5 era originariamente basata su un prodotto di bilanciamento del carico, ma da allora si è ampliata per includere l'accelerazione, la sicurezza delle applicazioni e la difesa DDoS. Le tecnologie F5 sono disponibili in data center e ambienti cloud.
È membro dell'Istituto europeo per le norme di telecomunicazione (ETSI).

## Storia aziendale
F5 Networks, originariamente chiamato F5 Labs, è stata fondata nel 1996.
Nel 1997, F5 ha lanciato il suo primo prodotto un bilanciamento del carico chiamato BIG-IP. Quando un server si è arrestato o si è sovraccaricato, BIG-IP ha indirizzato il traffico da quel server ad altri server in grado di gestire il carico.
Nel giugno 1999, la società aveva la sua offerta pubblica iniziale ed era quotata alla borsa NASDAQ con il simbolo FFIV.
Nel 2010 e nel 2011, F5 Networks era nella lista di Fortune delle 100 aziende con la crescita più veloce Nel 2010 la società è stata inoltre classificata tra le prime dieci azioni con le migliori performance da S&P 500 F5 è stato anche nominato il miglior posto di lavoro per lavori online e il sito di reclutamento Glassdoor nel 2015 e nel 2016.
Tra i concorrenti c'erano Cisco Systems (fino al 2012), Citrix Systems e Radware.
François Locoh-Donou ha sostituito John McAdam come presidente e CEO il 3 aprile 2017.
Il 3 maggio 2017, F5 ha annunciato che si sarebbe trasferito dal suo quartier generale sul lungomare vicino al centro di Seattle ad un nuovo grattacielo del centro di Seattle che si chiamerà F5 Tower. Lo spostamento è avvenuto all'inizio del 2019.
Nel 2017 F5 ha lanciato un sito e un'organizzazione dedicati incentrati sulla raccolta di dati globali a proposito delle informazioni sulle minacce, sull'analisi delle minacce delle applicazioni e sulla pubblicazione dei relativi risultati, soprannominati "F5 Labs" in riferimento alla storia dell'azienda. Il team continua a ricercare minacce delle applicazioni e a pubblicare risultati ogni settimana a beneficio della più ampia comunità della sicurezza.

### Acquisizioni
- uRoam (fornitore di VPN SSL) per $ 25 milioni nel 2003[13]
- Magnifire WebSystems (firewall per applicazioni Web) per US $ 29 milioni nel 2004[14]
- Swan Labs (accelerazione WAN e accelerazione web) per US $ 43 milioni nel 2005.[15]
- Acopia Networks (virtualizzazione dei file) per 210 milioni di dollari nel 2007[16]
- Proprietà intellettuale DPI di Crescendo Networks nel 2011 (importo non divulgato)[17]
- Traffix Systems (tecnologia di commutazione del protocollo Diameter) nel 2012 (importo non divulgato)[18]
- LineRate Systems nel 2013 (Load Balancer ad alte prestazioni basato su software per sistemi x86 con script datapath node.js)[19]
- Versafe (soluzioni antifrode, antiphishing e antimalware)[20] per US $ 87,7 milioni nel 2013[21]
- Difesa. Net (servizio di mitigazione DDoS basato su cloud)[22] per US $ 49,4 milioni nel 2014[23]
- CloudWeaver precedentemente Lyatiss (Application Defined Networking) nel 2015 (importo non divulgato)[24]
- NGINX, Inc. (fornitore di server Web e server applicazioni) per 670 milioni di dollari l'11 marzo 2019[25]
- Shape Security (sicurezza delle applicazioni) per $ 1 miliardo il 19 dicembre 2019[26]

## Prodotti

### BIG-IP
La famiglia di prodotti BIG-IP di F5 comprende hardware, software modulare e dispositivi virtuali che eseguono il sistema operativo F5 TMOS. A seconda dell'apparecchio selezionato, è possibile aggiungere uno o più moduli di prodotto BIG-IP. Le offerte includono:
- Local Traffic Manager (LTM): bilanciamento del carico locale basato su un'architettura proxy completa.
- Application Security Manager (ASM): un firewall per applicazioni Web.
- Access Policy Manager (APM): fornisce controllo degli accessi e autenticazione per le applicazioni HTTP e HTTPS.
- Advanced Firewall Manager (AFM): protezione DDoS locale, firewall del data center.
- Application Acceleration Manager (AAM): attraverso tecnologie come la compressione e la memorizzazione nella cache.
- IP Intelligence (IPI): blocco di indirizzi IP non validi noti, prevenzione di attacchi di phishing e botnet.
- WebSafe: protegge da sofisticate minacce di frode, sfruttando la crittografia avanzata, il rilevamento di malware senza committente e le capacità di analisi comportamentale della sessione.
- DNS BIG-IP: distribuisce i DNS e le richieste dell'applicazione in base alle condizioni di prestazioni di utenti, rete e cloud.

#### Cronologia BIG-IP
Il 7 settembre 2004, F5 Networks ha rilasciato la versione 9.0 del software BIG-IP oltre agli "appliance" per eseguire il software. La versione 9.0 ha anche segnato l'introduzione dell'architettura TMOS dell'azienda, con miglioramenti significativi tra cui:
- Passato da BSD a Linux per gestire le funzioni di gestione del sistema (dischi, registrazione, avvio, accesso alla console, ecc.)
- Creazione di un microkernel di gestione del traffico (TMM) per comunicare direttamente con l'hardware di rete e gestire tutte le attività di rete.[28][30][31]
- Creazione della modalità proxy completo standard, che termina completamente le connessioni di rete sul BIG-IP e stabilisce nuove connessioni tra il BIG-IP e i server membri in un pool. Ciò consente stack TCP ottimali su entrambi i lati e la possibilità completa di modificare il traffico in entrambe le direzioni.

Le versioni successive hanno migliorato le prestazioni, migliorano la sicurezza delle applicazioni e le implementazioni di applicazioni cloud supportate.

### BIG-IQ
F5 descrive BIG-IQ come un framework per la gestione di dispositivi BIG-IP e servizi applicativi, indipendentemente dai loro fattori di forma (hardware, software o cloud) o modello di distribuzione (locale, cloud privato / pubblico o ibrido). BIG-IQ supporta l'integrazione con altri partecipanti all'ecosistema come provider di cloud pubblici e motori di orchestrazione tramite connettori cloud e una serie di API RESTful aperte. BIG-IQ utilizza un approccio multi-tenant alla gestione. Ciò consente alle organizzazioni di avvicinarsi all'IT come servizio senza preoccuparsi che ciò possa influire sulla stabilità o sulla sicurezza del tessuto dei servizi. <sup id="mwsw">[24]</sup>

### Linea Argento
Silverline è un servizio applicativo basato su cloud. Le sue offerte includono servizi di sicurezza come i servizi di protezione WAF e DDoS.

### Soluzioni cloud, container e di orchestrazione
Nel 2017, la società ha introdotto le tecnologie per rendere più portatili le funzionalità F5 in una gamma più ampia di ambienti IT, tra cui:
- Proxy dei servizi applicativi è un proxy di gestione del traffico automatizzato che fornisce servizi F5 (e portabilità del servizio) con ambienti containerizzati.
- Container Connector combina le piattaforme di servizi applicativi di F5 (inclusi BIG-IP e Application Services Proxy) con i sistemi di gestione e orchestrazione dell'ambiente container nativi come Kubernetes, RedHat OpenShift, Pivotal Cloud Foundry e Mesos.